# Orden de explosión
El  orden de encendido es la secuencia que sigue el orden de los cilindros al realizar su tiempo de combustión en un motor de combustión interna multicilíndrico.
Esto se consigue a través del funcionamiento de la bujía en un motor de gasolina; o por la actuación de la inyección de combustible en un motor Diésel. Cuando se diseña un motor, el elegir correctamente el orden de encendido es de vital importancia para reducir de esta manera las posibles vibraciones que se formen por su funcionamiento, y se consigue de esta manera un funcionamiento suave, una reducida fatiga del metal, una mayor comodidad y una vida útil del motor más larga.

Para este motor de 4 cilindros en línea, 1-3-4-2 es un orden de explosión adecuado.

## Ignición
En un motor de gasolina, un orden de encendido correcto se consigue a través del emplazamiento apropiado de los cables de la distribución en su distribuidor. En un motor moderno con unidad de control de motor e inyección directa, la ECU se encarga de que exista una secuencia correcta. Especialmente en coches que equipan distribuidor, el orden de explosión se encuentra grabado en alguna parte del motor, normalmente en la culata, en el colector o en la tapa de balancines.

### Notas sobre la izquierda y la derecha y la delantera y la trasera

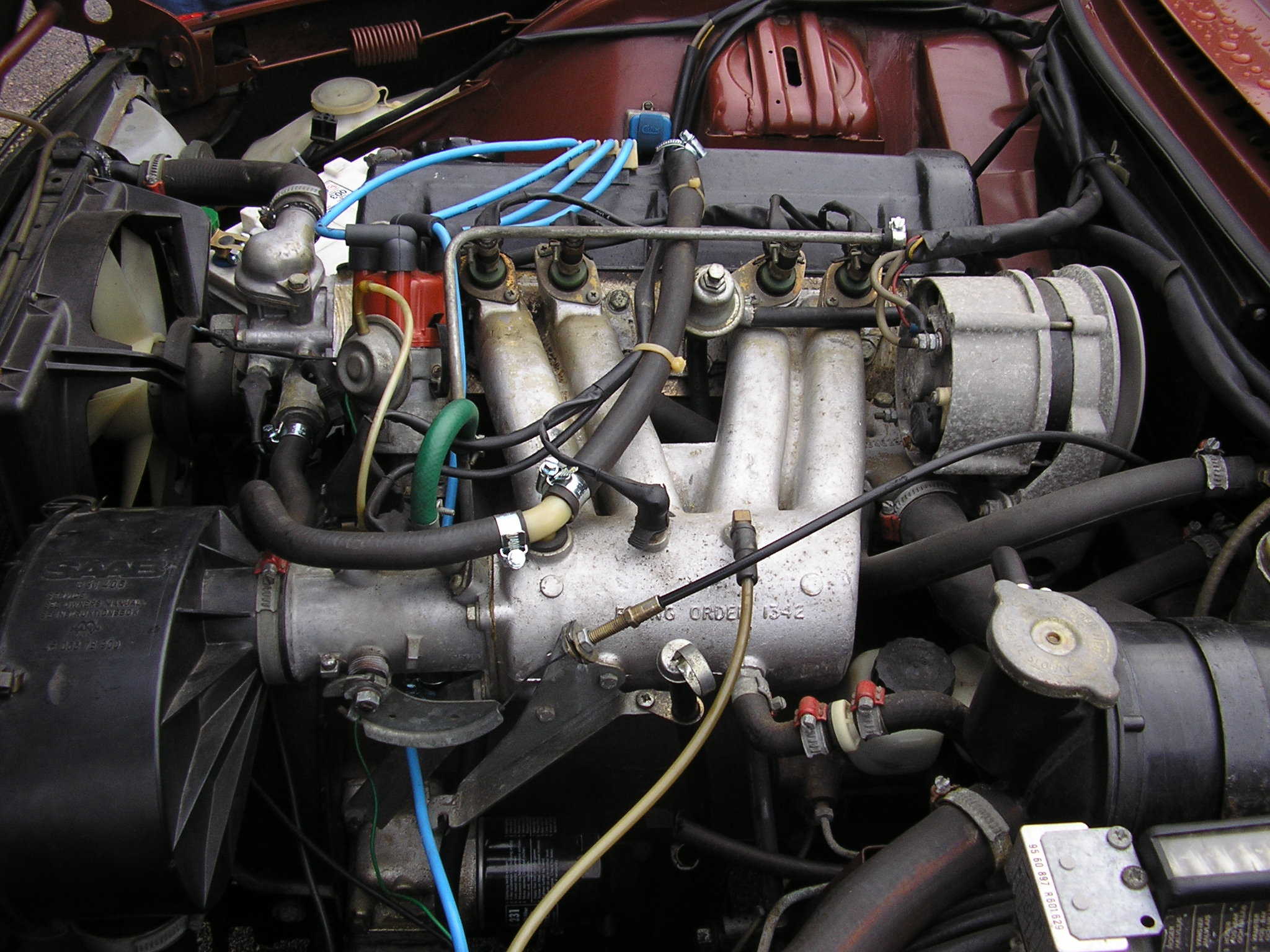
Motor Saab B, "firing order 1342" marcado en el colector de entrada.

## Numeración de los cilindros y órdenes de explosión para diferentes configuraciones del motor

1-3-5-2-4 sería el orden de explosión correcto para este motor radial de 5 cilindros.

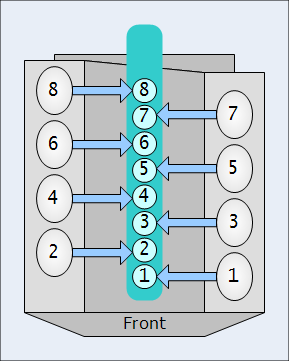
El esquema de numeración de los cilindros usado por algunos fabricantes en sus motores en V se basa en transformar el motor en uno con cilindros alineados.

## Varios órdenes de explosión para diferentes configuraciones del motor
| Número de cilindros | Orden de explosión | Ejemplo |
| ------------------- | --- | --- |
| 3                   | 1-2-3 | Motor Saab dos tiempos |
| 4                   | 1-3-4-2 1-2-4-3 1-3-2-4 | La mayoría de los 4 cilindros en línea, Motor Ford Taunus V4 Algunos motores Ford británicos, Motor Ford Kent Yamaha R1 |
| 5                   | 1-2-4-5-3 | 5 en línea, Volvo 850, Audi 100 |
| 6                   | 1-5-3-6-2-4 1-6-5-4-3-2 1-2-3-4-5-6 1-4-2-5-3-6 | 6 en línea, Opel Omega Motor GM 3800 Motor GM 60-Degree V6 Motor Mercedes-Benz M104 |
| 7                   | 1-3-5-7-2-4-6 | Motor radial de una fila de siete cilindros. |
| 8                   | 1-8-4-3-6-5-7-2 1-8-7-2-6-5-4-3 1-3-7-2-6-5-4-8 1-5-4-8-7-2-6-3 1-6-2-5-8-3-7-4 1-8-7-3-6-5-4-2 1-5-4-2-6-3-7-8 1-5-6-3-4-2-7-8 1-5-3-7-4-8-2-6 1-5-4-8-6-3-7-2 | Chrysler Fifth Avenue de 1988, Motor Chevrolet Small-Block Motor GM LS Porsche 928, Motor Ford Modular, Motor Ford Windsor BMW S65 8 en línea Motor Nissan VK Motor Ford Windsor Motor Cadillac V8 368, 425, 472 y 500 Ferrari Dino V8 (F355) Motor Mercedes Benz M 116 V8 |
| 10                  | 1-10-9-4-3-6-5-8-7-2 1-6-5-10-2-7-3-8-4-9 | Dodge Viper V10 BMW S85 |
| 12                  | 1-7-5-11-3-9-6-12-2-8-4-10 | Ferrari 456M GT de 2001 con motor V12 |
| 16                  | 1-12-8-11-7-14-5-16-4-15-3-10-6-9-2-13 | Motor Cadillac V16 |

## Numeración de los cilindros y el orden de explosión